# Marc Rothemund

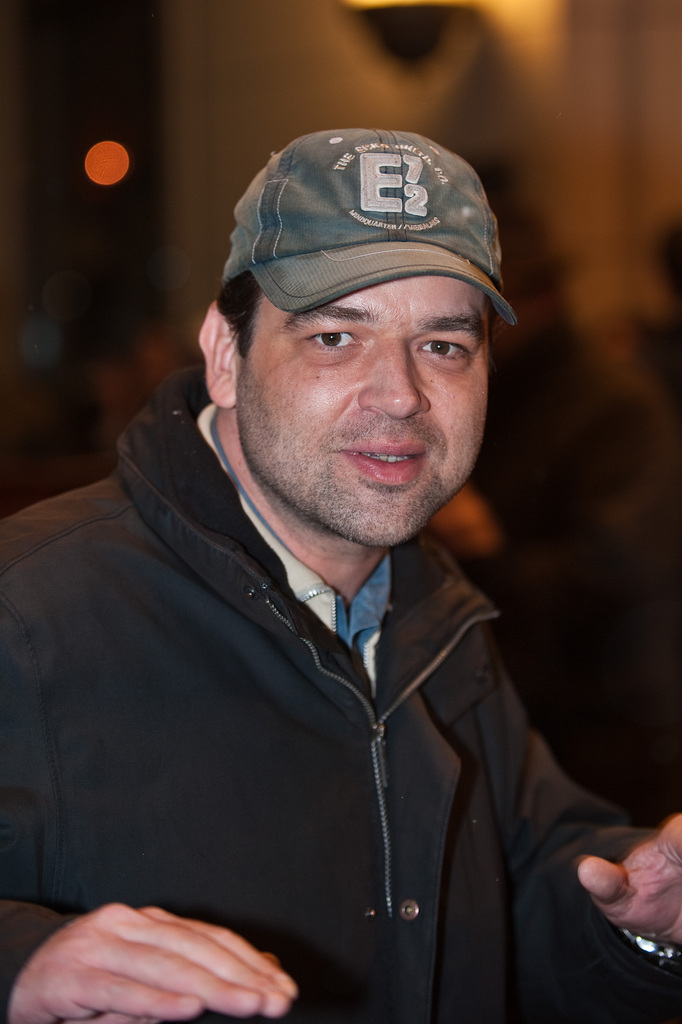
Marc Rothemund, 2010

Marc Rothemund (Múnich, 26 de agosto de 1968) es un director de cine y televisión alemán.
Su hermana es la actriz Nina Rothemund y su padre el también director Sigi Rothemund, con él empezó a trabajar en el mundo del cine como asistente. 
Su película Sophie Scholl - Los últimos días, escrita por Fred Breinersdorfer fue nominada al Óscar como mejor película de habla no inglesa en 2006.

## Filmografía
- 1998: Das merkwürdige Verhalten geschlechtsreifer Großstädter zur Paarungszeit
- 2000: Harte Jungs
- 2001: Die Hoffnung stirbt zuletzt (TV)
- 2005: Sophie Scholl – Die letzten Tage
- 2007: Pornorama
- 2010: Groupies bleiben nicht zum Frühstück
- 2012: Mann tut was Mann kann
- 2013: Heute bin ich blond
- 2017: Mein Blind Date mit dem Leben
- 2017: Dieses bescheuerte Herz

## Premios y distinciones
Premios Óscar
| Año  | Categoría                                       | Película                         | Resultado |
| ---- | ----------------------------------------------- | -------------------------------- | --------- |
| 2006 | Mejor película extranjera (de habla no inglesa) | Sophie Scholl - Los últimos días | Nominado  |